# 李隽
李隽（1962年4月11日—），中国理论化学家，清华大学教授，博士生导师，教育部长江学者特聘教授，国家杰出青年科学基金获得者，美国科学促进会（AAAS）会士。

## 經歷
1982年畢業於陝西理工學院,1988年在河北師範大學獲碩士學位,1992年在中國科學院福建物質結構研究所物理化學專業，師從中國著名結構化學家盧嘉錫教授和量子化學家劉春萬研究員，獲博士學位，隨後留所擔任助理研究員，並於1993年破格晉升為副研究員；
1994-1997年在德國锡根大学和美國俄亥俄州立大學化學系從事博士後研究；1997-2001在美國俄亥俄州立大學擔任研究科學家（Research Scientist）；
2001年取得美國西北太平洋國家實驗室終身職位，擔任高級研究科學家I （Senior Research Scientist I）, 並於2004年晉升為高級研究科學家II （Senior Research Scientist II）。
2004年入選清華大學「百名人才引進計劃」，獲聘為教授和博士生導師,並受聘為教育部長江學者特聘教授；2005年獲國家傑出青年科學基金資助; 2010年獲選為美國科學促進會會士(AAAS Fellow)。
李雋教授長期從事計算化學、量子化學、理論無機化學、重元素化學和計算材料化學等領域的研究工作。

## 外部連結
- Welcome to Jun Li Research Group at Tsinghua University (欢迎访问李隽教授研究组) （页面存档备份，存于）